# Denis Tsygourov
Denis Guennadievitch Tsygourov - en russe : Денис Геннадьевич Цыгуров - et en anglais : Denis Tsygurov - (né le 26 février 1971 à Tcheliabinsk en URSS et mort le 10 janvier 2015) est un joueur professionnel russe de hockey sur glace. Il évolue au poste de défenseur.

## Biographie
En 1988, il commence sa carrière avec le Traktor Tcheliabinsk dans le championnat d'URSS. Au cours du repêchage d'entrée 1993 dans la Ligue nationale de hockey par les Sabres de Buffalo en 2e ronde en 38e position. Il a disputé une cinquantaine de match dans la LNH avec les Sabres et les Kings de Los Angeles. Il a joué également en Finlande et en République tchèque. Il met un terme à sa carrière en 2001.

## Trophées et honneurs personnels
Superliga
- 1993 : défenseur le plus prolifique en points.

## Statistiques
| Saison     | Équipe                 | Ligue      |    | Saison régulière | Saison régulière | Saison régulière | Saison régulière | Saison régulière |    | Séries éliminatoires | Séries éliminatoires | Séries éliminatoires | Séries éliminatoires | Séries éliminatoires |
| Saison     | Équipe                 | Ligue      | PJ | B                | A                | Pts              | Pun              | PJ               | B  | A                    | Pts                  | Pun                  |                      |                      |
| 1988-1989  | Traktor Tcheliabinsk   | URSS       | 8  | 0                | 0                | 0                | 2                |                  |    |                      |                      |                      |                      |                      |
| 1989-1990  | Traktor Tcheliabinsk   | URSS       | 27 | 0                | 1                | 1                | 18               |                  |    |                      |                      |                      |                      |                      |
| 1990-1991  | Traktor Tcheliabinsk   | URSS       | 26 | 0                | 1                | 1                | 16               |                  |    |                      |                      |                      |                      |                      |
| 1991-1992  | Lada Togliatti         | Superliga  | 29 | 3                | 2                | 5                | 6                |                  |    |                      |                      |                      |                      |                      |
| 1992-1993  | Lada Togliatti         | Superliga  | 37 | 7                | 13               | 20               | 29               |                  |    |                      |                      |                      |                      |                      |
| 1993-1994  | Americans de Rochester | LAH        | 24 | 1                | 10               | 11               | 10               | 1                | 0  | 1                    | 1                    | 0                    |                      |                      |
| 1993-1994  | Sabres de Buffalo      | LNH        | 8  | 0                | 0                | 0                | 8                | --               | -- | --                   | --                   | --                   |                      |                      |
| 1994-1995  | Lada Togliatti         | Superliga  | 10 | 3                | 7                | 10               | 4                | --               | -- | --                   | --                   | --                   |                      |                      |
| 1994-1995  | Sabres de Buffalo      | LNH        | 4  | 0                | 0                | 0                | 4                | --               | -- | --                   | --                   | --                   |                      |                      |
| 1994-1995  | Kings de Los Angeles   | LNH        | 21 | 0                | 0                | 0                | 11               | --               | -- | --                   | --                   | --                   |                      |                      |
| 1995-1996  | Lada Togliatti         | Superliga  | 3  | 0                | 0                | 0                | 4                |                  |    |                      |                      |                      |                      |                      |
| 1995-1996  | Kings de Los Angeles   | LNH        | 18 | 1                | 5                | 6                | 22               | --               | -- | --                   | --                   | --                   |                      |                      |
| 1995-1996  | Roadrunners de Phoenix | LIH        | 17 | 1                | 3                | 4                | 10               | --               | -- | --                   | --                   | --                   |                      |                      |
| 1996-1997  | HC Slezan Opava        | Extraliga  | 17 | 1                | 4                | 5                | 20               | --               | -- | --                   | --                   | --                   |                      |                      |
| 1996-1997  | Lada Togliatti         | Superliga  | 8  | 2                | 1                | 3                | 0                |                  |    |                      |                      |                      |                      |                      |
| 1997-1998  | Ice Dogs de Long Beach | LIH        | 15 | 1                | 4                | 5                | 8                | --               | -- | --                   | --                   | --                   |                      |                      |
| 1997-1998  | Kärpät Oulu            | SM-liiga   | 15 | 2                | 7                | 9                | 106              |                  |    |                      |                      |                      |                      |                      |
| 1998-1999  | Lada Togliatti         | Superliga  | 20 | 0                | 2                | 2                | 22               | 7                | 3  | 0                    | 3                    | 6                    |                      |                      |
| 1999-2000  | CSK VVS Samara         | Superliga  | 2  | 1                | 0                | 1                | 4                |                  |    |                      |                      |                      |                      |                      |
| 1999-2000  | Lada Togliatti         | Superliga  | 13 | 3                | 3                | 6                | 24               |                  |    |                      |                      |                      |                      |                      |
| 1999-2000  | Neftekhimik Nijnekamsk | Superliga  | 17 | 0                | 2                | 2                | 10               |                  |    |                      |                      |                      |                      |                      |
| 2000-2001  | Avangard Omsk          | Superliga  | 9  | 0                | 0                | 0                | 4                |                  |    |                      |                      |                      |                      |                      |
| Totaux LNH | Totaux LNH             | Totaux LNH | 51 | 1                | 5                | 6                | 45               |                  |    |                      |                      |                      |                      |                      |